# Cylinder zarodkowy
Cylinder zarodkowy – struktura charakterystyczna dla wielu gryzoni powstająca z części trofoblastu biegunowego (tzn. trofoblastu przylegającego do węzła zarodkowego) oraz z węzła zarodkowego. 
Cylinder zarodkowy zaczyna być formowany po implantacji blastocysty. Powstaje w wyniku rozrastania się trofoblastu biegunowego na zewnątrz w kierunku tkanek macicy oraz do wewnątrz jamy pęcherzyka żółtkowego. Ta część trofoblastu biegunowego, która rozrosła się w kierunku jamy pęcherzyka żółtkowego oraz węzeł zarodkowy, który został wepchnięty w głąb jamy pęcherzyka żółtkowego, tworzą razem pałeczkowate uwypuklenie zwane cylindrem zarodkowym. 6 dnia rozwoju pojawia się wewnątrz niego jama i przyjmuje on kształt rurki zamkniętej z obu stron. Z tej części cylindra, która pochodzi z trofoblastu wytworzą się błony płodowe. Druga część będzie wsółuczestniczyć w wytwarzaniu błon płodowych oraz wytworzy ciało zarodka.